# Catena serena
Catena serena là một loài ruồi trong họ Tachinidae.